# UM 70/35

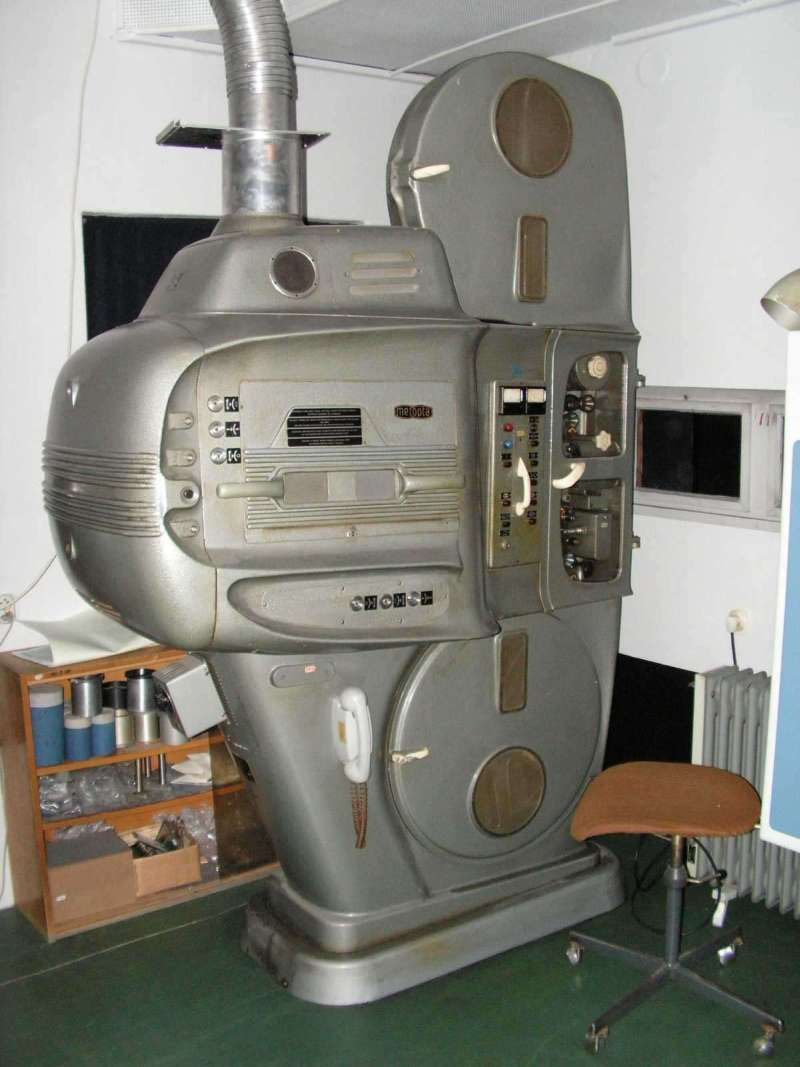
Projektor z roku 1969 v promítací kabině v Jilemnici

Meopton UM 70/35 je stabilní profesionální filmový projektor ryze československé konstrukce. Byl vyvinut na přelomu 50. a 60. let XX. století v národním podniku Meopta Přerov, která ho měla ve výrobním programu v letech 1961 – 1971.
Projektor je zajímavý tím, kolik filmových formátů je schopen promítat:
- klasické (1:1,37) až širokoúhlé (1:2,35) filmy 35 mm s optickým záznamem zvuku monofonně;
- klasické (1:1,33) až širokoúhlé (1:2,55) filmy 35 mm s magnetickým záznamem zvuku čtyřkanálově;
- širokoformátové (1:2,20) filmy 70 mm s magnetickým záznamem zvuku šestikanálově.

Unikátnost stroje spočívá i v dalších věcech:
- rychlost přestavby mezi technologiemi 35 mm a 70 mm, kterou zkušená obsluha zvládne za méně než minutu;
- použitá automatizace promítání – automatické přepínání mezi dvěma až třemi stroji v tandemu;
- zajímavý průmyslový design.

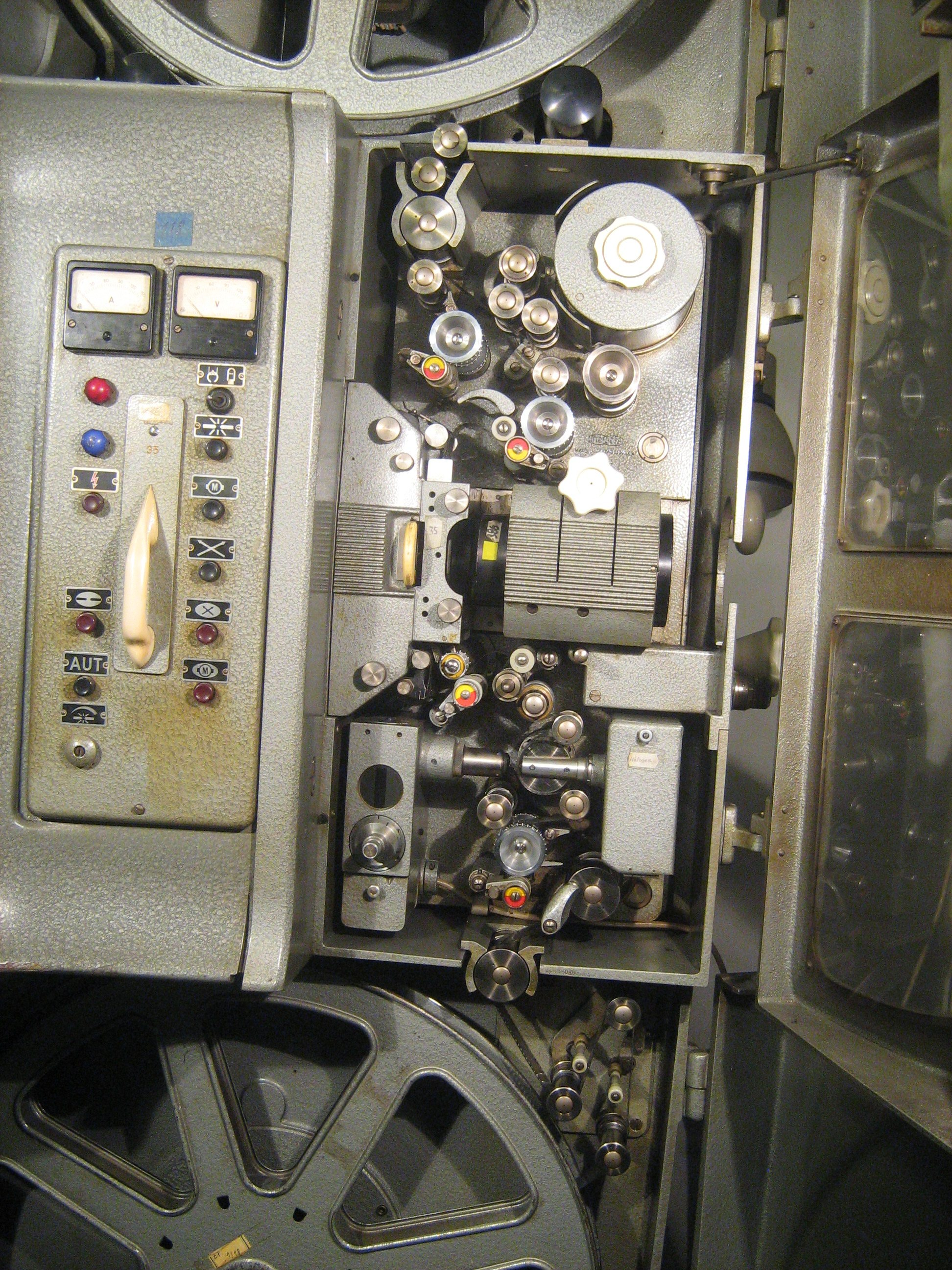
I přes složitost filmové dráhy dokázal zkušený promítač navést film během jedné minuty. Na snímku je založena kopie 35 mm s optickým záznamem zvuku.

Před uvedením tohoto projektoru se formát 70 mm promítal v Československu zejména na drahých jednoúčelových strojích (především z USA, NSR a SSSR). Meopta zvolila cestu víceúčelových projektorů a čas jí dal za pravdu – špičkový československý výrobek se exportoval do celého světa, a těmto kvalitním a poměrně levným strojům tuzemské výroby vděčí řada měst za dobrá kina. Zatímco v zahraničí se vyplatilo pořízení Kina 70 až velkoměstům, v tehdejší ČSSR si jej pořizovala i města výrazně menší, třeba i jen čtyřtisícová (např. Jilemnice, Jaroměř, Krnov atd.).

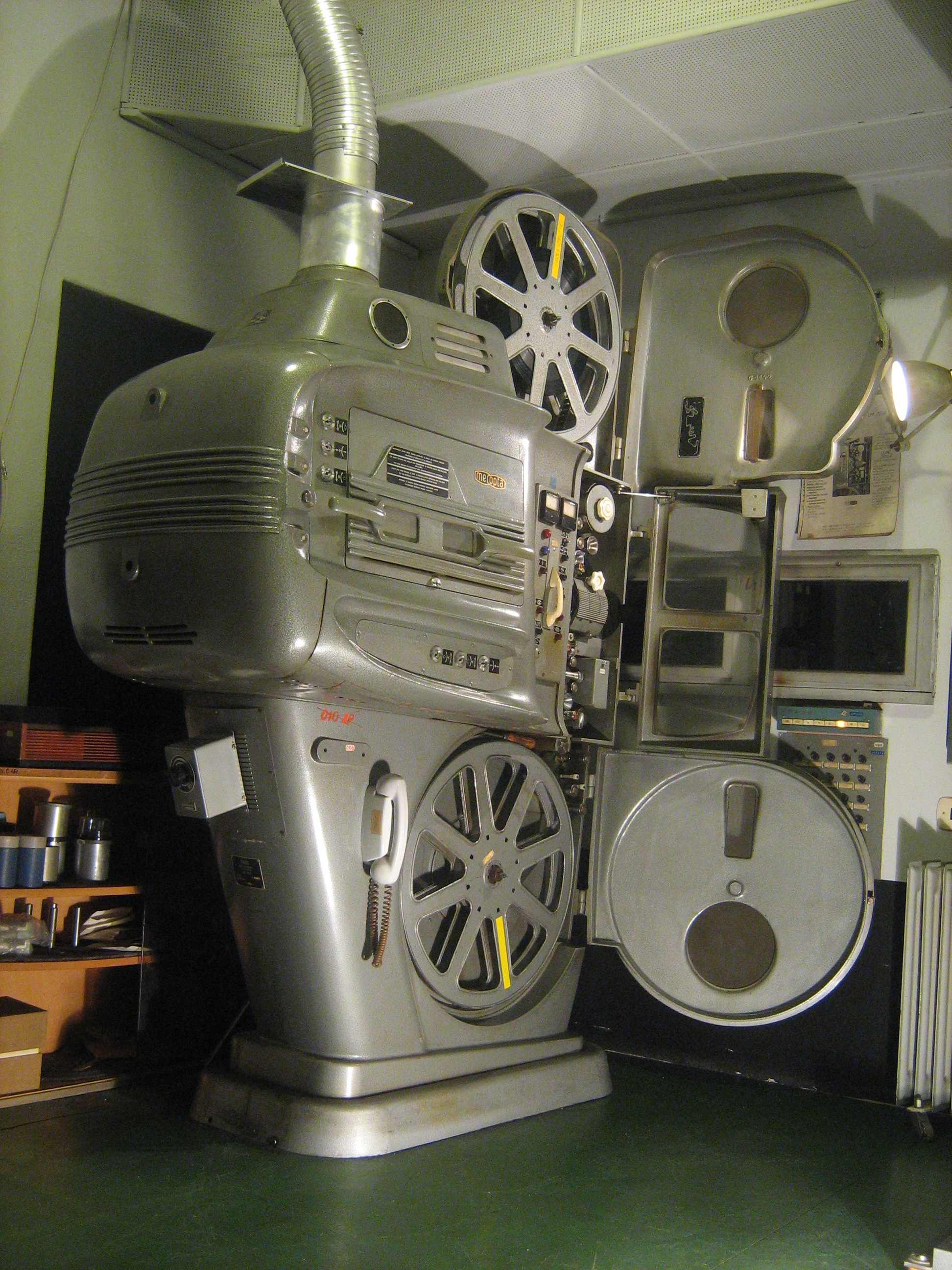
Při pohledu odspoda vynikne majestátnost projektoru... a také je jasné, proč se mu přezdívalo „slůně“.

Zajímavé bylo kanadské angažmá těchto projektorů. Při přípravě světové výstavy EXPO 1967 MONTREAL hledalo Československo jako výrobce nejrůznějších vyspělých strojů světové kvality vhodnou formu sebepropagace. Přípravný výbor naší účasti využil tehdejšího světového hitu, jímž byl filmový pás šíře 70 mm. Tři tyto projektory tedy pořadatelé v Montrealu instalovali pro panoramatické promítání – tzv. polyekran. Nadčasový design a unikátní technologie vzbudily celosvětový zájem a stroje byly oceněny Zlatou medailí.  
V době československé normalizace 70. let však byla Meopta nucena orientovat se především na vojenský program. Jedním ze zrušených výrobků se stal i tento projektor, přestože zájem o něj byl stále značný a výrobce uvedl i modernizovanou verzi UMS 70/35. Nové projektory k nám tehdy začali dodávat zejména výrobci z NDR (Ernemann a Dresden/Pentacon), SRN (Kinoton – těmi byl vybaven například velký sál Paláce kultury) a SSSR, ale v důsledku ropné krize 70. let došlo k celosvětovému útlumu technologie 70 mm a tyto projektory spíš jen dožívaly, zejména v 90. letech pak bylo mnoho biografů zrušeno či přestavěno a projektory v lepším případě modernizovány nebo uchovány jako exponát, v horším případě sešrotovány.
Dnes jsou v ČR patrně jen tři veřejná kina, která jsou schopná 70 mm film reprodukovat celý – jde o Kino Panorama Varnsdorf a kino Mír 70 Krnov. Další dva provozuschopné projektory nalezneme ve Velkém kině ve Zlíně. Ač toto kino dlouhá léta nemohlo promítat filmy celé, neboť jeden z projektorů byl vystaven ve vestibulu, zatímco druhý fungoval jako záložní při případné poruše modernějších strojů Meo 5, v roce 2012 při příležitosti zlínského filmového festivalu a následné přehlídky 70 mm filmů k výročí 80 let provozu kina, byl vystavený projektor trvale přemístěn zpět do promítací kabiny a v současnosti jsou oba stroje kdykoli připraveny k akci. V Jilemnici je projektor výrobního čísla 69126 exponátem ve dvoraně kina. 